# Ten More Tales of Grand Illusion
Ten More Tales of Grand Illusion è il terzo album pubblicato dalla band heavy metal Balance of Power, nel 1999.

## Il disco
Il disco può essere collocato tranquillamente sullo stesso livello del precedente e acclamato "Book Of Secrects".
Già la prima traccia rappresenta un eccellente esempio, "Day breaker": riff che aprono ad una cavalcata prog di pregevole fattura con cambi di tempo, e un bel assolo. "Prisoner of pride" è invece uno dei migliori brani dell'album. "Sevage tears" che parte con un solo di chitarra accompagnato da piano è di stampo diverso, dal refrain marcato in cui gli arrangiamenti tastieristici tessono note dalla malinconia galoppante. I più espliciti richiami AOR sono però presenti in "About to burn" e "Under the spell", che racconta della solitudine e della tristezza che avvolge alla perdita della persona amata. Buona anche la traccia "Blind man".
La strumentale e neoclassica "Under innocence wing" fa da apripista all'aggressiva "Sins of the world". Interamente basata su voce-piano è la tetra "The darker side": la tristezza è imperante (You were the fire to light my way / You were my light, my night, my day), il suo animo è scuro come la notte, non c'è uno spiraglio di luce e l'ultimo verso ne è una conferma (this life won't set me free so far) preludendo forse ad un gesto esasperato. L'altro capolavoro perla del disco, "Ten more tales of grand illusion", è a chiudere l'album.

## Tracce
1. Day Breaker
2. Prisoner of Pride
3. Savage Tears
4. Under the Spell
5. Blind Man
6. About to Burn
7. Under Innocence Wing
8. Sins of the World
9. The Darker Side
10. Ten More Tales of Grand Illusion

## Formazione
- Lance King - voce
- Pete Southern - chitarra
- Bill Yates - chitarra
- Chris Dale - basso
- Lionel Hicks - batteria

Altri musicisti
- Tony Ritchie - voce
- Doogie White - voce